# ルーカス・マブロケファリディス
ルーカス・マブロケファリディス（英語:Loukas Mavrokefalidis、原語:Λουκάς Μαυροκεφαλίδης、1984年7月25日 - ）は、ギリシャのプロバスケットボール選手。チェコスロバキア・イェセニーク出身。ポジションはパワーフォワード、センター。210cm、120kg。